# Salmeterol
Salmeterol ist ein Arzneistoff aus der Gruppe der β2-Sympathomimetika. Es erweitert die Bronchien und wird zur Therapie von Asthma bronchiale und COPD eingesetzt.
Salmeterol wird als Suspension oder Pulver inhaliert und mittels Dosier-Aerosol oder Pulverinhalator verabreicht.

## Pharmakologie
Salmeterol ist wie Formoterol ein langzeitwirksames β2-Sympathomimetikum. Als solches aktiviert es die β2-Adrenozeptoren der Bronchialmuskulatur mit der Folge einer Erweiterung der Bronchien. Es ist aufgrund seines langsamen Wirkeintritts nicht zur Akutbehandlung geeignet. Der Einsatz langwirksamer β2-Sympathomimetika ohne gleichzeitige Gabe von inhalativen Corticosteroiden in der Therapie des Asthma bronchiale geht mit einer erhöhten Sterblichkeit einher.

## Stereoisomerie
Salmeterol ist chiral, enthält also ein Stereozentrum. Es gibt somit zwei Enantiomere, die (R)-Form und die (S)-Form. Arzneilich verwendet wird Salmeterol als Racemat (1:1-Gemisch der Enantiomere) in Form des Salzes der 1-Hydroxy-2-naphthoesäure (= Salmeterolxinafoat), dessen pharmazeutische Qualität im Europäischen Arzneibuch charakterisiert ist.

## Herstellung
Eine Synthese für Salmeterol, ausgehend von 4-Phenyl-1-butanol, ist in der Literatur beschrieben.

## Handelsnamen
Monopräparate
Aeromax (D), Serevent (A, CH, D) 
Kombinationspräparate
Mit
Fluticason (als Fluticason 17-propionat): Atmadisc (D), Rolenium(D), Seretide (D, CH, A), Salmecomp (A), Viani (D, A) 